# Pinswag
Pinswag ist eine Ortschaft und Katastralgemeinde in der Gemeinde Nußdorf am Haunsberg im Bundesland Salzburg, Österreich.

## Geographie
Die Ortschaft Pinswag liegt nördlich des Gemeindehauptortes Nußdorf am Haunsberg zwischen den Ortschaften Eisping und Lauterbach. Am 1. Jänner 2024 hatte die Ortschaft Pinswag 107 Einwohner.
Die Katastralgemeinde Pinswag nimmt den nordöstlichen Teil des Gemeindegebietes ein und grenzt an die Gemeindegebiete von Dorfbeuern und Berndorf bei Salzburg. Sie hat eine Fläche von 6,65 km². Auf dem Gebiet der Katastralgemeinde liegen die Ortschaften Durchham, Lauterbach, Liersching, Pinswag und Reinharting.

## Geschichte und Besonderheiten
In der Liste der denkmalgeschützten Objekte in Nußdorf am Haunsberg sind für die Katastralgemeinde Pinswag zwei denkmalgeschützte Objekte aufgeführt: Der Bauernhof Koblergut in der Ortschaft Pinswag und die katholische Filialkirche 14 Nothelfer in der Ortschaft Lauterbach.